# Burg Stargard
Burg Stargard (do 1929 Stargard, pol. Starogród) − miasto w Niemczech, w kraju związkowym Meklemburgia-Pomorze Przednie, w powiecie Mecklenburgische Seenplatte, siedziba związku gmin Stargarder Land (Amt Stargarder Land).
Miasto leży pomiędzy siedmioma wzniesieniami a na jednym z nich (Burgberg) stoi średniowieczny zamek, który dał nazwę miastu.
W 1236 Warcisław III na mocy układu w Kremmen oddał miasto we władanie Brandenburgii.
25 maja 2014 do miasta przyłączono gminę Cammin, która stała się jego dzielnicą.

## Toponimia
Nazwa miasta, notowana w najstarszych źródłach jako Stargart (1170) i Staregart (1244), ma pochodzenie słowiańskie. Powstała z połączenia dwóch połabskich słów, „stary” i „gard” (gród). W 1929 roku dla odróżnienia jej od innych miejscowości o tej nazwie dodano do niej człon Burg.

## Geografia
Burg Stargard leży 8 km na południe od miasta powiatowego Neubrandenburg.

## Współpraca
- Marne
- Tychowo